# Theofilos af Pskov
Theofilos af Pskov (eller Filofei) var en munk og Hegumen (abbed) ved Jeleazarovskij-klosteret i Pskov i 1500-tallet. Han er kendt for Legenden om den hvide hætte og profetien om Moskva som "det tredje Rom" efter Konstantinopel, som blev erobret af Det osmanniske rige i 1453. Teorien om Moskva som det tredje Rom vandt betydelig tilslutning som ideologi for russificering og statsekspansion fra 1500-tallet.